# 4941 Yahagi
4941 Yahagi è un asteroide della fascia principale. Scoperto nel 1986, presenta un'orbita caratterizzata da un semiasse maggiore pari a 3,1863315 UA e da un'eccentricità di 0,1770581, inclinata di 1,87163° rispetto all'eclittica.